# Film sztuk walki
Film sztuk walki – typowy dla kinematografii azjatyckiej gatunek kina akcji i przygody z elementami sztuk walki. Rodzaje sztuk walki, jakie w takich filmach są pokazywane, przynależą zazwyczaj od kręgu kulturowego do jakiego należy konkretna krajowa kinematografia.
Przykładowo:
- w chińskich filmach sztuk walki bohaterowie pokonują swych przeciwników, używając kung-fu lub innych technik, walcząc wręcz lub używając broni białej. W wielu filmach tego gatunku wystąpili prawdziwi mistrzowie sztuk walki, jak np. Bruce Lee czy Jet Li, dla których aktorstwo stało się praktykowanym zawodem[1].
- w japońskich filmach sztuk walki bohaterowie walczą używając broni białej (np. miecze samurajskie, naginata), rzadziej jest to walka wręcz (np. karate, jujutsu). W japońskich filmach tego typu często występują aktorzy, którzy uprawiają różne sztuki walki (np. Shinichi „Sonny” Chiba[2], Hiroyuki Sanada, Tomisaburō Wakayama[3]).

## Historia
Filmy sztuk walki mają długą tradycję w kinematografii dalekowschodniej.

### Chiny
Oparte na chińskich legendach filmy akcji z elementami sztuk walki, w szczególności szermierki mieczem, tworzono w epoce filmu niemego; przykładem mogą być filmy z lat 20. XX wieku takich reżyserów jak Ren Pengnian czy Shao Zuiweng. Filmem, który wyznaczył kanon gatunku i doczekał się 17 kontynuacji było Spalenie Świątyni Czerwonego Lotosu (chiń. upr. 火烧红莲寺; pinyin Huǒshāo Hóngliánsì) Zhang Shichuana z 1928 roku. Pierwsza fala filmów walki, licząca ponad 250 tytułów z przełomu lat 20. i 30., charakteryzowała się wykorzystaniem mitologicznych i legendarnych, jasno podzielonych na czarne i białe charaktery i dramatycznymi konfliktami, rozstrzyganymi drogą pojedynków. Krytykowane za brak realizmu społecznego i eskapizm, filmy te jednak odpowiadały gustom plebejskiej publiczności i wyznawanemu przez nią systemowi wartości.

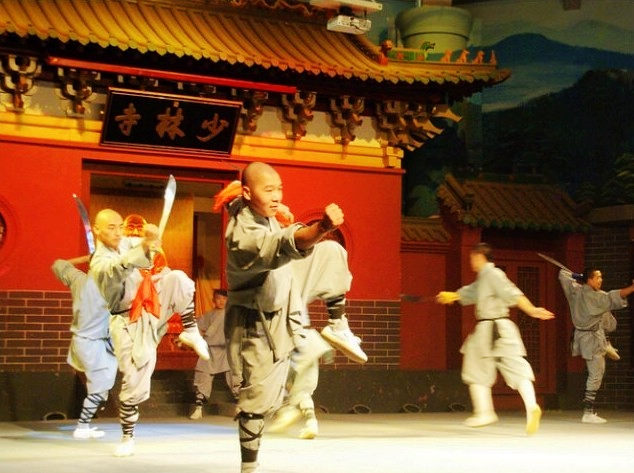
Pokaz w klasztorze Shaolin

Po 1949 znaczna grupa reżyserów z Szanghaju uciekła do Hongkongu i przyczyniła się do rozwoju gatunku w tamtejszej kinematografii. Wykształcił się tam specyficzny podgatunek kantońskich filmów sztuk walki, dla których typowy był większy realizm scen walki. Jednym z głównych przedstawicieli był reżyser Wu Pang, który nakręcił liczącą 80 filmów serię o przygodach Wu Feihonga, którego grał Kwan Tak-hing.
W latach 1960. kino w języku kantońskim zaczęło przegrywać konkurencję z filmami kręconymi w języku mandaryńskim. Najważniejszą wytwórnią tego okresu było Shaw Brothers Studio (jednym z braci był Run Run Shaw), którego jednym z reżyserów był King Hu. Hu przeniósł się następnie na Tajwan, gdzie nakręcił swoje najwybitniejsze dzieła, osadzone w konwencji historycznej Karczma Smoczych Wrót (chiń. upr. 龙门客栈; pinyin Lóngmén Kèzhàn) i Dotyk Zen (chiń. upr. 侠女; pinyin Xiá Nǚ). Bracia Shaw kontynuowali produkcję fantastycznych i bardzo gwałtownych filmów; ich najznaczniejszym reżyserem był Chang Cheh (w 1974 także przeniósł się na Tajwan, gdzie tworzył filmy głównie o klasztorze Shaolin).
Bruce Lee, najważniejsza gwiazda lat 1970. powrócił do bardziej realistycznej konwencji, odrzucając elementy fantastyczne i efekty specjalne. Jego Wściekłe pięści czy Wejście smoka były wielkimi hitami, ale po śmierci Lee gatunek podupadł. Odrodzenie nastąpiło w końcu dekady, dzięki połączeniu filmów walki z komedią np. w filmach z Jackie Chanem. W latach 80. nastąpił też kolejny renesans filmów fantastycznych (głównie w reżyserii Tsui Harka). Wtedy też rozpoczął karierę gwiazdor następnej dekady – Jet Li.
W latach 90. zaznaczyła się coraz większa współpraca między kinem Hongkongu i Chińskiej Republiki Ludowej. Filmy kung-fu, początkowo podejrzliwie przyjmowane w ChRL, zyskały duże powodzenie, a twórcy zwracali uwagę na realizm scen walki, odniesienia patriotyczne i nacjonalistyczne; równocześnie w Hongkongu wciąż powstawały kontynuujące tradycje rozmaitych podgatunków, jak np. film wuxia Popioły czasu Wong Kar-Waia.

## Typologia
Rozróżniając technikę walki i umiejscowienie fabuły można wyróżnić następujące typy filmów sztuk walki:
- filmy kungfu – bohater szuka zemsty, używa gołych dłoni lub białej broni, brak elementu fantasy znanego z typu wuxia[5]
- filmy wuxia – typowo chiński z błędnymi rycerzami i latającymi szermierzami, przede wszystkim broń tnąca[6]
- filmy ninja – mniejsza liczba filmów, bohaterowie używają ninjutsu[7]

Przykłady filmów z chińskimi sztukami walki
- Napij się ze mną (reż. King Hu, 1966)[8]
- Dotyk Zen (reż. King Hu, 1971)[9]
- Jednoręki szermierz (reż. Chang Cheh, 1971)[10]
- Wejście smoka (reż. Robert Clouse, 1973)[11]
- Ręka śmierci (reż. John Woo, 1976)[12]
- 36 komnata Shaolin (reż. Liu Chia-Liang, 1978)[13]
- Pijany mistrz (reż. Woo-ping Yuen, 1978)[14]
- Klasztor Shaolin (reż. Hsin-yan Chang, 1982)[15]
- Śmiertelny pojedynek (reż. Siu-Tung Ching, 1983)[16]
- Przyczajony tygrys, ukryty smok (reż. Ang Lee, 2000)[17]
- Dom latających sztyletów (reż. Zhang Yimou, 2004)[18]

### Przykłady filmów z japońskimi sztukami walki
- Saga o dżudo (reż. Akira Kurosawa, 1943) – dżudo i jujutsu
- Saga o dżudo II (reż. Akira Kurosawa, 1945) – dżudo, jujutsu i karate
- Siedmiu samurajów (reż. Akira Kurosawa, 1954) – kenjutsu, kyudo
- Straż przyboczna (reż. Akira Kurosawa, 1961) kenjutsu
- Sanjuro, samuraj znikąd (reż. Akira Kurosawa, 1962) – kenjutsu
- Harakiri (reż. Masaki Kobayashi, 1962) – kenjutsu
- Rudobrody (reż. Akira Kurosawa, 1965) – jujutsu
- Po deszczu (reż. Takashi Koizumi, 1999) – iaijutsu, kenjutsu, yari-jutsu
- Samuraj – Zmierzch (reż. Yoji Yamada, 2002) – kenjutsu
- Ostatni samuraj (reż. Edward Zwick, 2003) – kenjutsu, kyudo